# Aldo Rossi

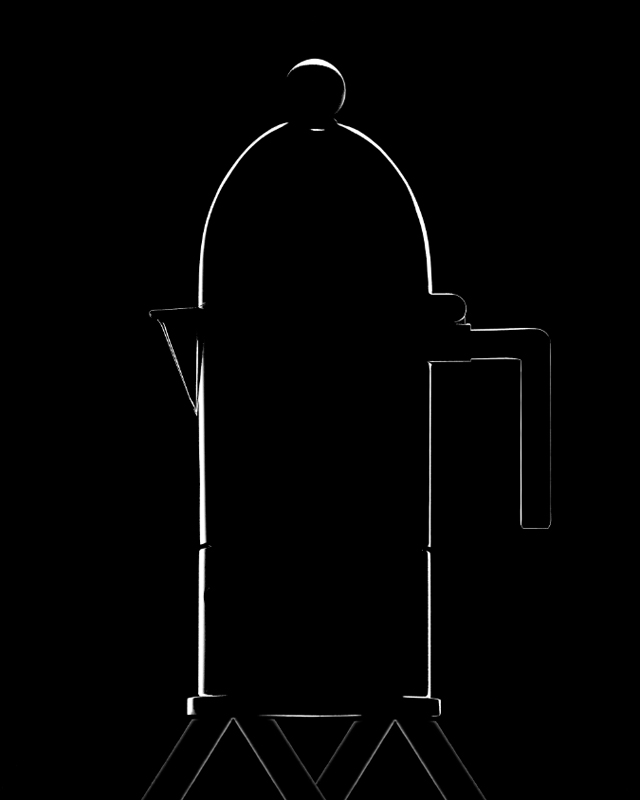
Kávékészítő, melyet az Alessinek tervezett

Aldo Rossi (Milánó, 1931. május 3. – Milánó, 1997. szeptember 4.) olasz építész és formatervező, munkái jelentősen befolyásolták az 1970-80-as évek építészetét.

## Szakmai élete, ismertetői
Munkái jelentősen befolyásolták az 1970-80-as évek építészetét.  Híres könyve a L'architettura della citta, 1966-ban jelent meg. Jelentős épületei közül kiemelkednek a gallaratéi lakóház-együttes, a modenai San Cataldo Temető blokkja és a genovai "Carlo Felice" színház.  A 3. és 4. Velencei Építészeti Biennálé igazgatója volt, 1990-ben a Pritzker-díjat kapott.

## Képtár

### Ismertebb épületei

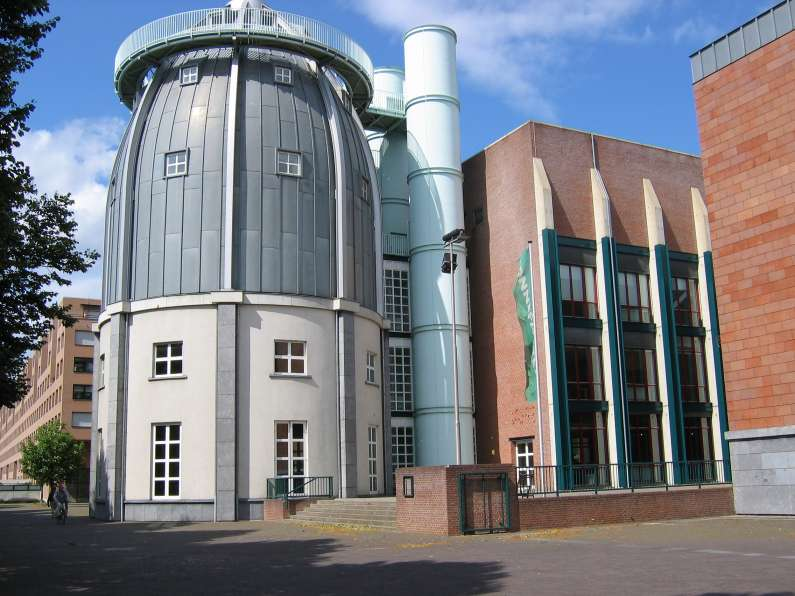
Bonnefanten Múzeum, Maastricht, Hollandia
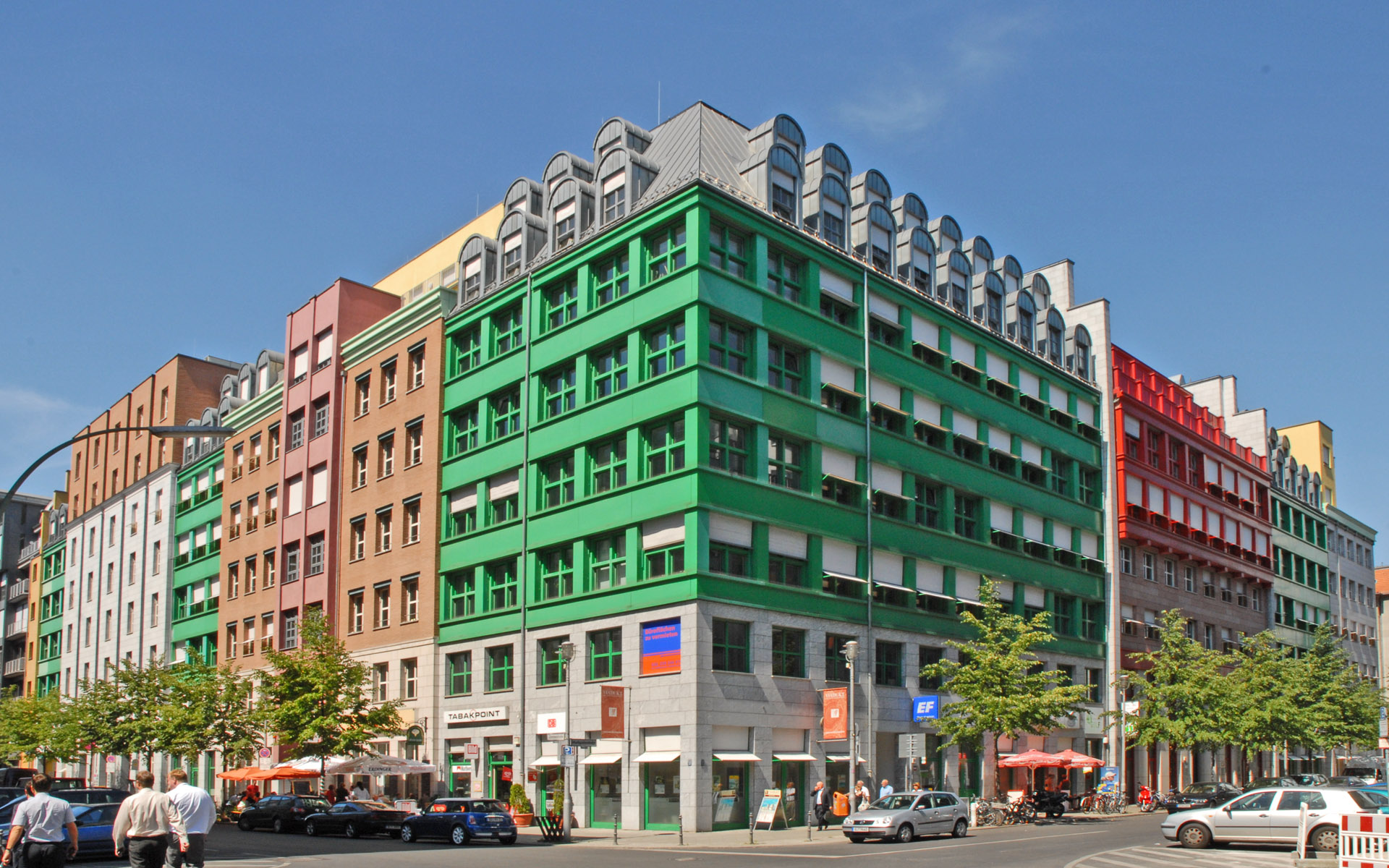
Quartier Schützenstrasse házsor, Berlin
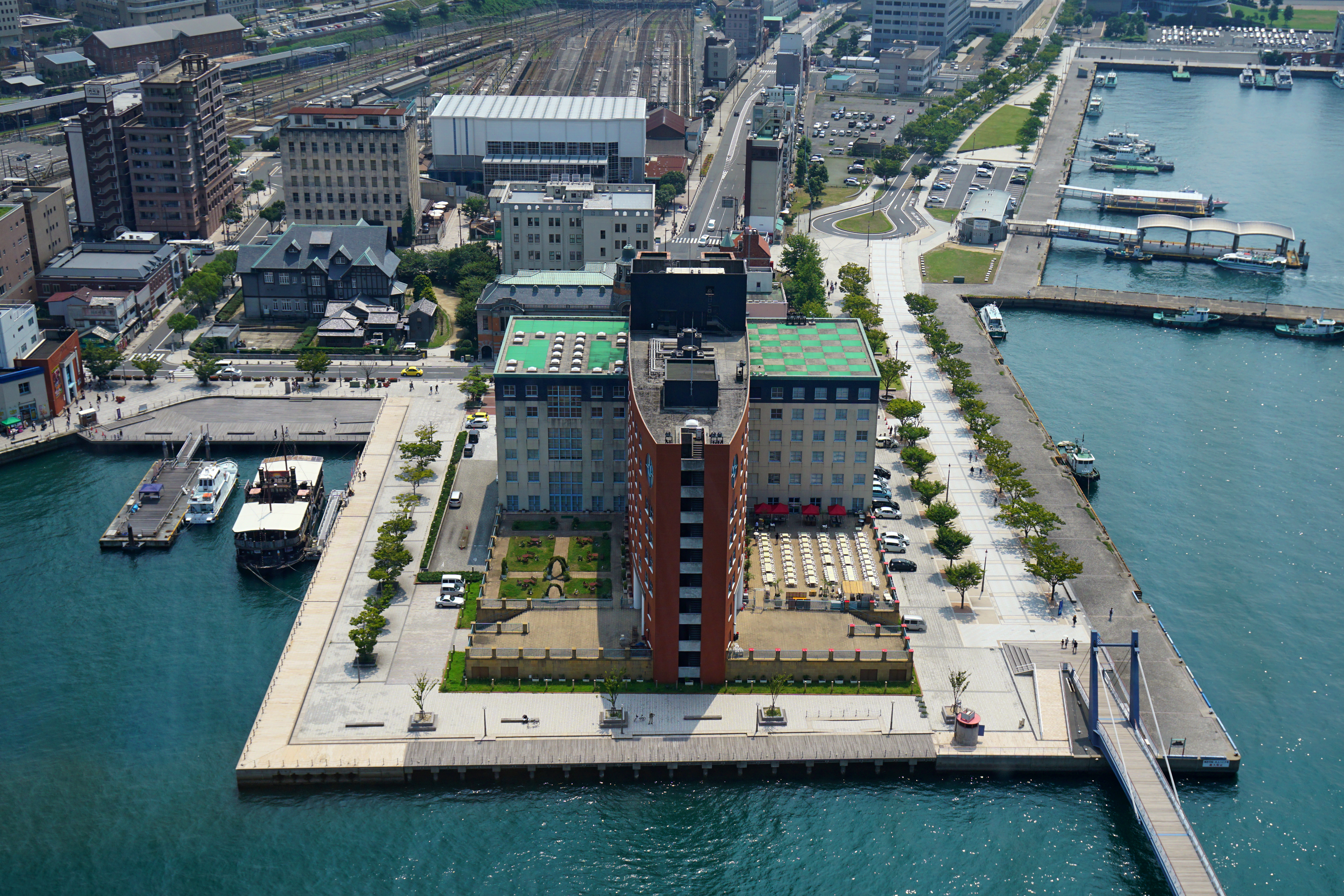
Mojiko Hotel, Fukuoka, Japán
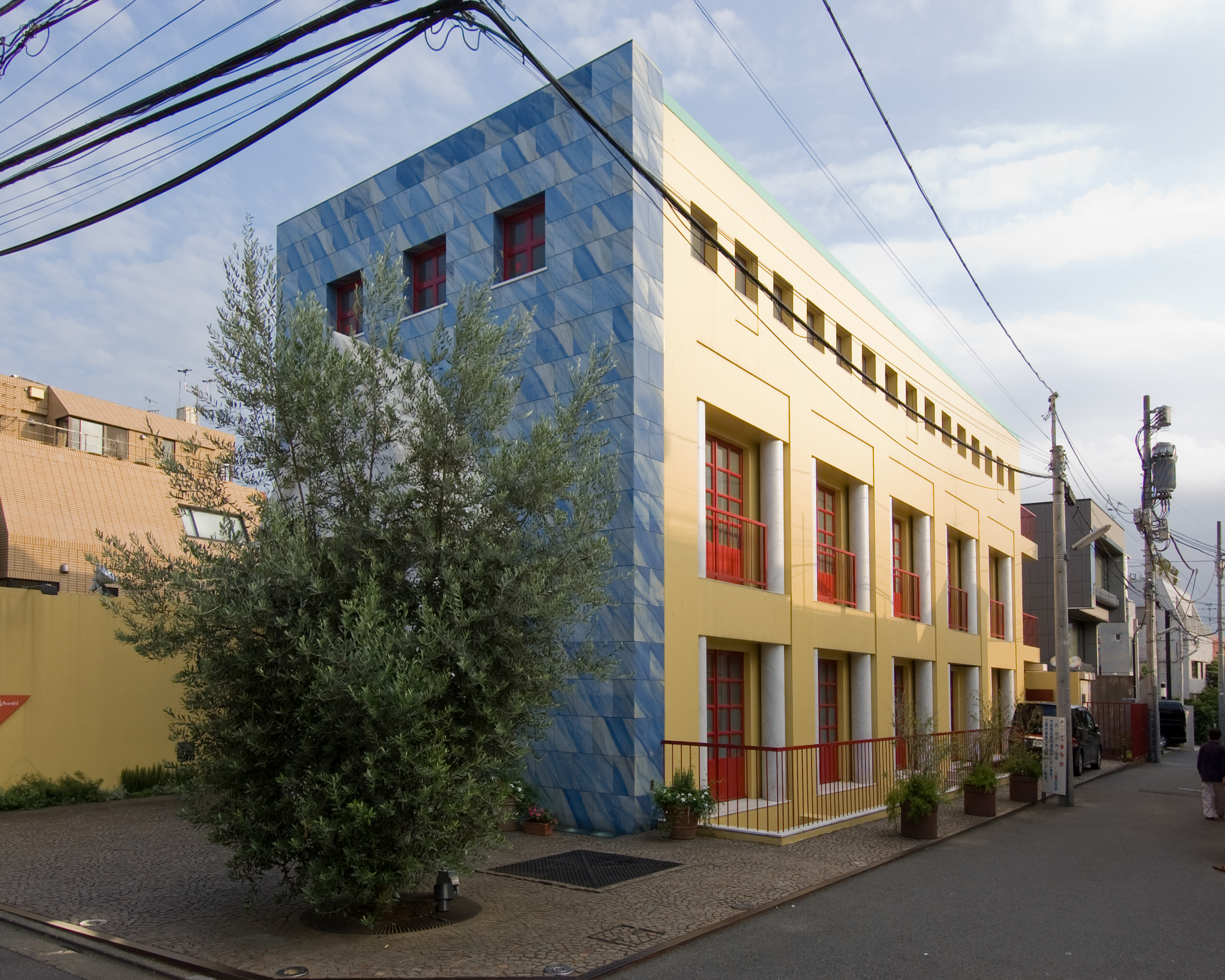
Ambiente bemutatóterem, Tokió, Japán

## Könyvei
- Tervek, rajzok, írások; összeáll. Masznyik Csaba, ford. Anda Beáta et al.; BME KISZ Bizottsága, Bp., 1986 [3]